# Базилевич, Георгий Дмитриевич
Георгий Дмитриевич Базилевич (26 января 1889 года, деревня Криски, Новгород-Северский уезд, Черниговская губерния — 3 марта 1939 года, Москва) — советский военный деятель, комкор (1935 год).
Член ЦИК СССР, член Комиссии партийного контроля при ЦК ВКП(б). Депутат Верховного совета СССР 1-го созыва.

## Биография
Георгий Дмитриевич Базилевич родился 26 января 1889 в селе Криски Новгород-Северского уезда Черниговской губернии в семье крестьянина. Позднее семья переехала в Новгород-Северский.
После окончания гимназии в 1908 году поступил в Киевское военное училище, которое закончил в 1910 году, был произведён в офицеры и направлен в Перновский 3-й гренадерский полк, дислоцировавшийся в Москве. Помимо своих служебных обязанностей Базилевич исполнял обязанности полкового библиотекаря. В 1913 году поступил на военное отделение Московской воздушной школы. На выпускном экзамене по пилотажу самолёт под управлением Базилевича потерпел аварию. После лечения в госпитале вернулся в свою часть.
В ходе Первой мировой войны воевал в составе 211-го Никольского пехотного полка на Юго-Западом фронте, где командовал ротой и батальоном. Во время боёв получил шесть ранений. За умелое руководство подразделениями, личное мужество и отвагу Базилевич был отмечен восемью боевыми наградами. После Февральской революции подполковник Базилевич был избран на должность заместителя председателя исполкома Особой армии. Осенью 1917 года был тяжело ранен при налёте германской авиации.
В октябре 1917 года вступил в ряды РСДРП(б), а с марта 1918 года служил в рядах РККА.
В 1918 году последовательно назначался на должности командира батальона Образцового советского отряда Южной завесы, помощника командира полка и члена Высшей военной инспекции, а в конце августа 1918 года — на должность командующего Балашово-Камышинской группой войск. С октября 1918 по май 1919 года был членом РВС 8-й армии. В 1919 году после тяжелого ранения и болезни Базилевич был назначен на должность начальника 2-х Московских пехотных курсов. В августе 1919 года формировал запасную армию, вместе с которой влился в состав Особой группы под командованием Шорина. Базилевич командовал боевыми участками Юго-Восточного фронта.
В январе 1920 года был назначен на должность командующего войсками Донской области, а в апреле 1920 года — на должность командующего войсками Северо-Кавказского военного округа. Находясь на этой должности, Базилевич руководил ликвидацией десанта войск под командованием генерала Врангеля у станицы Кущевской. С конца августа 1920 года командовал Запасной армией Кавказского фронта, а с сентября того же года — Украинской запасной армией. Руководимые Базилевичем войсковые соединения принимали участие в ходе борьбы с бандитизмом, организации продотрядов, оказании помощи железнодорожному транспорту и организации снабжения районов Донбасса.
С конца 1920 года по 1921 год Базилевич исполнял должность Главного начальника снабжения Красной армии — председателя фондовой комиссии РВСР. С 1922 по 1923 годы Базилевич находился в распоряжении Реввоенсовета Республики и Штаба РККА. В это время исполнял обязанности начальника Гохрана и председателя треста «Русские самоцветы». Возглавлял работу по изысканию средств внутри страны, в процессе которой были обнаружены царские сокровища.
В 1923 году был назначен на должность командира показательной тренировочной эскадрильи Рабоче-крестьянского Красного Флота, а в июне 1924 года — на должность помощника командующего войсками Московского военного округа. С июля 1925 года находился при РВС СССР для особо важных поручений. В ноябре 1925 года Базилевич был назначен на должность командующего войсками Московского военного округа, в мае 1927 года — на должность командующего войсками Приволжского военного округа. Под его руководством округ с каждым годом занимал всё более высокие месте по уровню боевой подготовки по всей Красной Армии. С апреля 1931 года — на должность секретаря Комиссии обороны при СНК СССР, преобразованной в 1937 году в Комитет обороны при СНК СССР.
Георгий Дмитриевич Базилевич был арестован 23 ноября 1938 года. На следствии вину не признал, показаний на других лиц не дал, несмотря на «применение методов физического воздействия». Военной коллегией Верховного суда СССР 2 марта 1939 года Базилевич по обвинению в участии в военном заговоре был приговорен к расстрелу. Приговор приведен в исполнение в ночь на 3 марта 1939 года в числе большой группы осужденных ВКВС СССР. Место захоронения — спецобъект НКВД «Коммунарка».
Определением Военной коллегии Верховного суда СССР от 27 июля 1955 года был реабилитирован посмертно.

## Воинские чины и звания
- Подпоручик — 06.08.1910
- Поручик — 15.12.1913
- Штабс-капитан
- Капитан — 18.11.1916
- Подполковник — 1917
- Комкор — 20.11.1935[3]

## Награды
- Орден Красного Знамени (1924);
- Орден Красной Звезды (1938).
- Орден Св. Владимира 4-й степени с мечами и бантом (26.02.1915)
- Орден Св. Станислава 3-й степени с мечами и бантом (11.07.1915)
- Георгиевское оружие (17.04.1916)
- Орден Св. Анны 4-й степени с надписью «За храбрость» (2.08.1916)
- Орден Св. Станислава 2-й степени с мечами (25.10.1916)